# Kisbágyon
Kisbágyon je obec v severním Maďarsku, patří do župy Nógrád. Žije zde 402 obyvatel.

## Geografie

### Sousední obce
| Růžice kompasu |                  | Buják     | Csécse      | Růžice kompasu |
| Růžice kompasu | Szirák           | Sever     | Szarvasgede | Růžice kompasu |
| Růžice kompasu | Szirák           | Kisbágyon | Szarvasgede | Růžice kompasu |
| Růžice kompasu | Szirák           | Jih       | Szarvasgede | Růžice kompasu |
| Růžice kompasu | Egyházasdengeleg | Palotás   |             | Růžice kompasu |